# Hold My Hand (singel Jess Glynne)
„Hold My Hand” – utwór brytyjskiej piosenkarki Jess Glynne. Utwór wydany został 22 marca 2015 roku przez wytwórnię płytową Atlantic Records jako trzeci singel piosenkarki z jej debiutanckiego albumu studyjnego, zatytułowanego I Cry When I Laugh. Tekst utworu został napisany przez Janee Bennett, Jess Glynne, Jacka Pattersona oraz Inę Wroldsen, natomiast jego produkcją zajął się Starsmith. Do singla nakręcony został teledysk, a jego reżyserią zajął się Emil Nava. Utwór zadebiutował 29 marca 2015 roku na szczycie notowaniu UK Singles Chart, sprzedając się w pierwszym tygodniu w ilości 97. tysięcy kopii. Uzyskał on też status srebrnej płyty w Wielkiej Brytanii.

## Pozycje na listach przebojów
| Kraj              | Lista (2015)            | Pozycja | Certyfikat    |
| ----------------- | ----------------------- | ------- | ------------- |
| Australia         | Top 50 Singles          | 16      | złota płyta   |
| Austria           | Singles Top 75          | 27      | –             |
| Belgia (Flandria) | Ultratop 50             | 15      | –             |
| Francja           | Top 200 Singles         | 193     | –             |
| Hiszpania         | Singles Top 50          | 24      | –             |
| Holandia          | Single Top 100          | 32      | –             |
| Irlandia          | Top 50 Singles          | 7       | –             |
| Izrael            | Top 10 Airpay Songs     | 2       | –             |
| Niemcy            | Top 100 Singles         | 19      | –             |
| Polska            | Airplay Top 20          | 12      | złota płyta   |
| Szkocja           | Scottish Singles Top 40 | 1       | –             |
| Szwecja           | Top 60 Singles          | 60      | –             |
| Wielka Brytania   | Singles Top 100         | 1       | srebrna płyta |
| Włochy            | Top 20 Singles          | 16      | –             |